# Nintendo Direct
Nintendo Direct sind von der japanischen Videospielfirma Nintendo produzierte Video-Präsentationen, in denen Informationen zu den Inhalten oder Franchises des Unternehmens präsentiert werden, vor allem neue Informationen zu Videospielen und Spielkonsolen. Eine Direct wird in Echtzeit („Live“) auf der offiziellen Website von Nintendo oder über verschiedene Videoportale, wie YouTube oder Twitch, ausgestrahlt. Sie erscheinen in unregelmäßigen Abständen und werden meist etwa eine Woche vor der Ausstrahlung angekündigt.
Im November 2012 gab Satoru Iwata bekannt, dass die Nintendo-Direct-Präsentationen von durchschnittlich 600.000 Zuschauern, bis zu eine Million Zuschauern gesehen werden. Aktuellere Ausgaben der Nintendo Direct werden allein auf Youtube von mehreren Millionen Zuschauern gesehen.
Neben den allgemeinen Nintendo-Direct-Präsentationen, die eine Reihe von Titeln abdecken, gibt es auch Ausgaben, die sich auf bestimmte Titel oder Serien konzentrieren. Diese werden in der Regel vom Produzenten oder Regisseur des Spiels oder der Serie präsentiert oder setzen einen Erzähler ein. Besonders kurze Ausgaben werden unter dem Namen Nintendo Direct Mini veröffentlicht. Außerdem veröffentlichte Nintendo zur E3, einer der ehemals bedeutendsten internationalen Spielemessen, besondere Ausgaben der Nintendo Direct, die meistens länger sind als die gewöhnlichen Ausgaben.

## Geschichte und regionale Unterschiede
Die erste Nintendo Direct wurde am 21. Oktober 2011 ausschließlich in Japan und Nordamerika ausgestrahlt. Später erschienen die Ausgaben auch in Europa, Australien und Südkorea. Präsentationen werden in großem Umfang sowohl in internationalen als auch in regionalen Formaten durchgeführt, wobei die Moderatoren je nach Region und Sprache variieren. Bis zu seinem Tod im Jahr 2015 wurden die Nintendo Directs meistens weltweit von Nintendos Präsidenten Satoru Iwata präsentiert. Er erzählte auf Japanisch für den japanischen Raum und auf Englisch für die anderen Regionen. Nach Iwatas Tod erhielt das Format kurzzeitig keinen weltweiten Moderator mehr, bis Yoshiaki Koizumi von Nintendo EPD diese Rolle übernahm. Diese Präsentationen enthielten ein neues „Schlagzeilenformat“ für Ankündigungen, wobei dieser Abschnitt von einem sekundären Moderator auf Japanisch (in Japan) oder Englisch (anderswo) erzählt wurde. Bei nordamerikanischen Sendungen von Nintendo Directs wird Koizumis Rolle auch ins Englische übersetzt. In Europa, Australien und Südkorea werden Untertitel verwendet, um Koizumis Rolle und gegebenenfalls den englischen Sprecher zu übersetzen.
In Nordamerika werden die Videos häufig vom Präsidenten von Nintendo of America, Reggie Fils-Aimé und von Bill Trinen präsentiert. Europäische Ausgaben werden vom Präsidenten von Nintendo of Europe, Satoru Shibata, präsentiert, wobei diese Präsentationen auch in Australien ausgestrahlt werden. In Südkorea werden auch eigene Nintendo Directs ausgestrahlt, die vom Präsidenten von Nintendo of Korea, Hiroyuki Fukuda, moderiert werden. Obwohl in der Regel in Australien die europäische Ausgabe ausgestrahlt wird, wurde am 24. September 2014 zum ersten und einzigen Mal eine von Tom Enoki moderierte Nintendo Direct ausschließlich in Australien ausgestrahlt. Nintendo Directs werden häufig international in mehreren Regionen gleichzeitig gesendet und lokalisiert.

## Liste der Video-Präsentationen von Nintendo
| Titel | Thema                                                                                     | Datum         | Beleg   | Gebiet                                                                     |
| --- | ----------------------------------------------------------------------------------------- | ------------- | ------- | -------------------------------------------------------------------------- |
| Nintendo Direct | Nintendo-3DS- und Wii-Spiele                                                              | 21. Okt. 2011 | [ 6 ]   | Japan, Nordamerika                                                         |
| Nintendo Direct | Nintendo-3DS- und Wii-Spiele                                                              | 27. Dez. 2011 |         | Japan                                                                      |
| Nintendo Direct | Nintendo-3DS- und Wii-Spiele                                                              | 22. Feb. 2012 |         | Japan, Nordamerika, Europa, Australien                                     |
| Nintendo Direct | Nintendo-3DS-Spiele und Super Mario 3D Land                                               | 14. Apr. 2012 |         | Südkorea                                                                   |
| Nintendo Direct | Nintendo 3DS und Wii                                                                      | 21. Apr. 2012 |         | Japan, Europa, Australien                                                  |
| Nintendo Direct Pre E3 2012 | Starttitel der Wii U                                                                      | 3. Juni 2012  |         | Japan, Nordamerika, Europa, Australien                                     |
| Nintendo Direct | Ankündigung des Nintendo 3DS XL, Wii-U- und Nintendo-3DS-Spiele                           | 21. Juni 2012 |         | Japan, Nordamerika, Europa, Australien                                     |
| Nintendo Direct | Brain Age: Concentration Training                                                         | 18. Juli 2012 |         | Japan                                                                      |
| Nintendo Direct | Dragon Quest X                                                                            | 30. Juli 2012 |         | Japan                                                                      |
| Nintendo Direct | Wii-U- und Nintendo-3DS-Spiele                                                            | 29. Aug. 2012 |         | Japan                                                                      |
| Nintendo Direct | Brain Age: Concentration Training                                                         | 7. Sep. 2012  |         | Japan                                                                      |
| Wii U Direct | Wii-U-Spiele                                                                              | 13. Sep. 2012 |         | Japan, Nordamerika, Europa, Australien                                     |
| Nintendo Direct Mini | New Super Mario Bros. 2                                                                   | 28. Sep. 2012 |         | Japan                                                                      |
| Nintendo Direct Mini | New Super Mario Bros. 2                                                                   | 2. Okt. 2012  |         | Nordamerika, Europa, Australien                                            |
| Nintendo Direct Mini | Nintendo 3DS XL & Nintendo eShop                                                          | 3. Okt. 2012  |         | Japan                                                                      |
| Nintendo Direct | Nintendo-3DS-Spiele                                                                       | 4. Okt. 2012  |         | Europa, Australien                                                         |
| Nintendo Direct | Animal Crossing: New Leaf                                                                 | 5. Okt. 2012  |         | Japan                                                                      |
| Nintendo Direct | Nintendo-3DS-Spiele                                                                       | 25. Okt. 2012 |         | Japan, Nordamerika                                                         |
| Nintendo Direct | Nintendo-3DS-Spiele                                                                       | 31. Okt. 2012 |         | Südkorea                                                                   |
| Wii U Direct | Wii U New Super Mario Bros. U, Nintendo Land, Karaoke U                                   | 7. Nov. 2012  |         | Japan, Nordamerika, Europa, Australien                                     |
| Wii U Direct | Wii U Miiverse                                                                            | 14. Nov. 2012 |         | Japan, Nordamerika                                                         |
| Nintendo Direct | Wii-U und Nintendo-3DS-Spiele                                                             | 5. Dez. 2012  |         | Japan, Nordamerika, Europa, Australien                                     |
| Wii U Direct | Nico Nico Douga Wii U App                                                                 | 6. Dez. 2012  |         | Japan                                                                      |
| Nintendo Direct Mini | Dragon Quest X                                                                            | 19. Dez. 2012 |         | Japan                                                                      |
| Wii U Direct | Wii-U-Spiele, Miiverse und Virtual Console                                                | 23. Jan. 2013 |         | Japan, Nordamerika, Europa, Australien                                     |
| Nintendo Direct | Animal Crossing: New Leaf                                                                 | 24. Jan. 2013 |         | Südkorea                                                                   |
| Nintendo Direct | Animal Crossing: New Leaf                                                                 | 1. Feb. 2013  |         | Japan                                                                      |
| Nintendo 3DS Direct | Luigi und Nintendo-3DS-Spiele                                                             | 14. Feb. 2013 |         | Japan, Nordamerika, Europa, Australien                                     |
| Nintendo 3DS Direct | Nintendo-3DS-Spiele                                                                       | 21. Feb. 2013 |         | Japan                                                                      |
| Nintendo Direct Mini | Tomodachi Life                                                                            | 12. März 2013 |         | Japan                                                                      |
| Nintendo Direct Mini | Flipnote Studio 3D                                                                        | 13. März 2013 |         | Japan, Nordamerika, Europa, Australien                                     |
| Nintendo Direct Mini | Download Software                                                                         | 1. Apr. 2013  |         | Japan                                                                      |
| Nintendo Direct | Tomodachi Life                                                                            | 3. Apr. 2013  |         | Japan                                                                      |
| Nintendo Direct | Luigi und Nintendo-3DS-Spiele                                                             | 17. Apr. 2013 |         | Japan, Nordamerika, Europa, Australien                                     |
| Nintendo Direct | Wii-U- und Nintendo-3DS-Spiele                                                            | 17. Mai 2013  |         | Japan, Nordamerika, Europa, Australien                                     |
| Nintendo Direct | Monster Hunter 4, Phoenix Wright: Ace Attorney – Dual Destinies                           | 27. Mai 2013  |         | Japan                                                                      |
| Nintendo Direct @ E3 2013 | Wii-U- und Nintendo-3DS-Spiele                                                            | 11. Juni 2013 |         | Japan, Nordamerika, Europa, Australien, Südkorea                           |
| Nintendo Direct Mini | Pikmin 3                                                                                  | 26. Juni 2013 |         | Japan                                                                      |
| Nintendo Direct Mini | Wii-U- und Nintendo-3DS-Spiele, Download Software                                         | 3. Juli 2013  |         | Japan                                                                      |
| Nintendo Direct Mini | Wii-U- und Nintendo-3DS-Spiele                                                            | 18. Juli 2013 |         | Nordamerika, Europa, Australien                                            |
| Nintendo Direct | Wii-U- und Nintendo-3DS-Spiele                                                            | 7. Aug. 2013  |         | Japan, Nordamerika, Europa, Australien                                     |
| Nintendo Direct | The Wonderful 101                                                                         | 9. Aug. 2013  |         | Japan, Nordamerika, Europa, Australien                                     |
| Nintendo Direct | Pokémon X und Y                                                                           | 4. Sep. 2013  |         | Japan, Nordamerika, Europa, Australien                                     |
| Nintendo Direct | Monster Hunter 4                                                                          | 8. Sep. 2013  |         | Japan                                                                      |
| Nintendo Direct | Wii Fit U                                                                                 | 18. Sep. 2013 |         | Japan, Nordamerika, Europa, Australien                                     |
| Nintendo Direct | Wii-U- und Nintendo-3DS-Spiele                                                            | 1. Okt. 2013  |         | Japan, Nordamerika, Europa, Australien                                     |
| Nintendo Direct | Pokémon X und Y, Monster Hunter 4                                                         | 10. Okt. 2013 |         | Südkorea                                                                   |
| Nintendo Direct | Daigasso! Band Brothers P                                                                 | 29. Okt. 2013 |         | Japan                                                                      |
| Nintendo Direct | Monster Hunter 4                                                                          | 12. Nov. 2013 |         | Südkorea                                                                   |
| Nintendo Direct | Wii-U- und Nintendo-3DS-Spiele                                                            | 13. Nov. 2013 |         | Nordamerika, Europa, Australien                                            |
| Nintendo Direct | Wii-U- und Nintendo-3DS-Spiele Download Software                                          | 14. Nov. 2013 |         | Japan                                                                      |
| Nintendo Direct | Nintendo 3DS Guide: Louvre District                                                       | 27. Nov. 2013 |         | Japan, Nordamerika, Europa, Australien                                     |
| Nintendo Direct | Wii-U- und Nintendo-3DS-Spiele                                                            | 18. Dez. 2013 |         | Japan, Nordamerika, Europa, Australien                                     |
| Nintendo Direct | Nintendo-3DS-Spiele                                                                       | 17. Jan. 2014 |         | Südkorea                                                                   |
| Nintendo Direct | Wii-U- und Nintendo-3DS-Spiele                                                            | 13. Feb. 2014 |         | Japan, Nordamerika, Europa, Australien                                     |
| Nintendo Direct | Super Smash Bros. for Nintendo 3DS and Wii U                                              | 8. Apr. 2014  |         | Japan, Nordamerika, Europa, Australien                                     |
| Nintendo Direct | Tomodachi Life                                                                            | 10. Apr. 2014 |         | Nordamerika, Europa, Australien                                            |
| Nintendo Direct | Mario Kart 8                                                                              | 30. Apr. 2014 | [ 10 ]  | Japan, Nordamerika, Europa, Australien                                     |
| Nintendo Direct | Tomodachi Life                                                                            | 29. Mai 2014  |         | Südkorea                                                                   |
| Nintendo Digital Event @ E3 2014 | Wii U und Nintendo 3DS                                                                    | 10. Juni 2014 | [ 11 ]  | Japan, Nordamerika, Europa, Australien, Südkorea                           |
| Nintendo Direct | Yo-kai Watch 2                                                                            | 4. Juli 2014  |         | Japan                                                                      |
| Nintendo 3DS Direct | Nintendo 3DS                                                                              | 11. Juli 2014 | [ 12 ]  | Japan                                                                      |
| Nintendo Direct | Hyrule Warriors                                                                           | 5. Aug. 2014  | [ 13 ]  | Japan, Nordamerika, Europa, Australien                                     |
| Nintendo 3DS Direct | Nintendo-3DS-Spiele                                                                       | 29. Aug. 2014 | [ 14 ]  | Japan                                                                      |
| Bayonetta 2 Direct | Bayonetta 2                                                                               | 5. Sep. 2014  | [ 15 ]  | Japan, Nordamerika, Europa, Australien                                     |
| Nintendo 3DS Direct | Nintendo-3DS-Spiele                                                                       | 24. Sep. 2014 | [ 9 ]   | Australien                                                                 |
| Nintendo Direct | Monster Hunter 4G                                                                         | 8. Okt. 2014  | [ 16 ]  | Japan                                                                      |
| Super Smash Bros. Direct | Super Smash Bros. for Wii U                                                               | 23. Okt. 2014 |         | Japan, Nordamerika, Europa, Australien                                     |
| Nintendo Direct | Wii-U- und Nintendo-3DS-Spiele                                                            | 5. Nov. 2014  | [ 17 ]  | Japan, Nordamerika, Europa, Australien                                     |
| Nintendo Direct | Ankündigung des New Nintendo 3DS, Wii-U- und Nintendo-3DS-Spiele                          | 14. Jan. 2015 | [ 18 ]  | Japan, Nordamerika, Europa, Australien                                     |
| Nintendo Direct | Xenoblade Chronicles X                                                                    | 6. Feb. 2015  | [ 19 ]  | Japan                                                                      |
| Nintendo Direct | Ankündigung des New Nintendo 3DS, Nintendo-3DS-Spiele                                     | 19. März 2015 | [ 20 ]  | Südkorea                                                                   |
| Nintendo Direct | Wii-U- und Nintendo-3DS-Spiele                                                            | 1. Apr. 2015  | [ 21 ]  | Japan, Nordamerika, Europa, Australien                                     |
| Nintendo Direct | Xenoblade Chronicles X                                                                    | 24. Apr. 2015 | [ 22 ]  | Nordamerika                                                                |
| Splatoon Direct | Splatoon                                                                                  | 7. Mai 2015   | [ 23 ]  | Japan, Nordamerika, Europa, Australien                                     |
| Nintendo Direct | Wii-U- und Nintendo-3DS-Spiele                                                            | 31. Mai 2015  | [ 24 ]  | Japan                                                                      |
| Nintendo Direct Micro | Wii-U- und Nintendo-3DS-Spiele                                                            | 1. Juni 2015  | [ 25 ]  | Nordamerika                                                                |
| Super Smash Bros. Direct | Super Smash Bros. for Nintendo 3DS and Wii U DLC                                          | 14. Juni 2015 | [ 26 ]  | Japan, Nordamerika, Europa, Australien, Südkorea                           |
| Nintendo Digital Event @ E3 2015 | Wii-U- und Nintendo-3DS-Spiele                                                            | 16. Juni 2015 | [ 27 ]  | Japan, Nordamerika, Europa, Australien, Südkorea                           |
| Nintendo Direct | Wii-U- und Nintendo-3DS-Spiele                                                            | 12. Nov. 2015 | [ 28 ]  | Japan, Nordamerika, Europa, Australien                                     |
| Super Smash Bros. Direct | Super Smash Bros. for Nintendo 3DS and Wii U                                              | 15. Dez. 2015 | [ 29 ]  | Japan, Nordamerika, Europa, Australien, Südkorea                           |
| Pokémon Direct | Pokémon Sonne und Mond und 20. Jahrestag von Pokémon                                      | 26. Feb. 2016 | [ 30 ]  | Japan, Nordamerika, Europa, Australien, Südkorea, Hongkong, Republik China |
| Nintendo Direct | Wii-U- und Nintendo-3DS-Spiele                                                            | 3. März 2016  | [ 31 ]  | Japan, Nordamerika, Europa, Australien                                     |
| Culdcept Revolt Direct | Culdcept Revolt                                                                           | 11. März 2016 | [ 32 ]  | Japan                                                                      |
| Culdcept Revolt Direct | Culdcept Revolt                                                                           | 22. Juni 2016 | [ 33 ]  | Japan                                                                      |
| Nintendo 3DS Direct | Nintendo 3DS                                                                              | 1. Sep. 2016  | [ 34 ]  | Japan, Nordamerika, Europa, Australien                                     |
| Monster Hunter Direct | Monster Hunter XX                                                                         | 27. Okt. 2016 | [ 35 ]  | Japan                                                                      |
| Animal Crossing Direct | Update für Animal Crossing: New Leaf                                                      | 2. Nov. 2016  | [ 36 ]  | Japan, Nordamerika, Europa, Australien                                     |
| Miitopia Direct | Miitopia                                                                                  | 5. Nov. 2016  | [ 37 ]  | Japan                                                                      |
| Nintendo Switch Presentation | Nintendo Switch, Hardware und Software                                                    | 12. Jan. 2017 | [ 38 ]  | Japan, Nordamerika, Europa, Australien, Hongkong                           |
| Fire Emblem Direct | Fire-Emblem-Spiele                                                                        | 18. Jan. 2017 | [ 39 ]  | Japan, Nordamerika, Europa, Australien                                     |
| Fire Emblem Direct | Fire-Emblem-Spiele                                                                        | 13. Feb. 2017 |         | Hongkong, Republik China                                                   |
| Nindies Showcase | Indie-Spiele für die Nintendo Switch                                                      | 28. Feb. 2017 | [ 40 ]  | Nordamerika, Europa                                                        |
| Nintendo Direct | ARMS, Splatoon 2 und Nintendo-Switch- und Nintendo-3DS-Spiele                             | 12. Apr. 2017 | [ 41 ]  | Japan, Nordamerika, Europa, Australien                                     |
| ARMS Direct | ARMS                                                                                      | 18. Mai 2017  | [ 42 ]  | Japan, Nordamerika, Europa, Australien                                     |
| Pokémon Direct | Pokémon Tekken DX, Pokémon Ultrasonne und Ultramond, Pokémon Goldene und Silberne Edition | 6. Juni 2017  | [ 43 ]  | Japan, Nordamerika, Europa, Australien, Hongkong                           |
| Nintendo Spotlight: E3 2017 | Nintendo-Switch-Spiele                                                                    | 13. Juni 2017 | [ 44 ]  | Japan, Nordamerika, Europa, Australien, Hongkong                           |
| Nintendo Direct | Dragon Quest XI                                                                           | 20. Juni 2017 | [ 45 ]  | Japan                                                                      |
| Splatoon 2 Direct | Splatoon 2                                                                                | 6. Juli 2017  | [ 46 ]  | Japan, Nordamerika, Europa, Australien                                     |
| Nindies Showcase | Indie-Spiele für die Nintendo Switch                                                      | 30. Aug. 2017 | [ 47 ]  | Nordamerika                                                                |
| Nintendo Direct | Nintendo-Switch- und Nintendo-3DS-Spiele                                                  | 14. Sep. 2017 | [ 48 ]  | Japan, Nordamerika, Europa, Australien                                     |
| Nintendo Direct | Animal Crossing: Pocket Camp                                                              | 24. Okt. 2017 | [ 49 ]  | Japan, Nordamerika, Europa, Australien                                     |
| Xenoblade Chronicles 2 Direct | Xenoblade Chronicles 2                                                                    | 7. Nov. 2017  | [ 50 ]  | Japan, Nordamerika, Europa, Australien                                     |
| Nintendo Direct Mini | Frühling-Sommer 2018 Nintendo Switch                                                      | 11. Jan. 2018 | [ 51 ]  | Japan, Nordamerika, Europa, Australien                                     |
| Nintendo Direct | Nintendo-Switch und Nintendo-3DS-Spiele, vor allem Mario Tennis Aces                      | 8. März 2018  | [ 52 ]  | Japan, Nordamerika, Europa, Australien                                     |
| Nindies Showcase | Indie-Spiele für die Nintendo Switch                                                      | 20. März 2018 | [ 53 ]  | Nordamerika, Europa                                                        |
| Indie World | Indie-Spiele für die Nintendo Switch                                                      | 11. Mai 2018  | [ 54 ]  | Japan                                                                      |
| Nintendo Direct: E3 2018 | Nintendo-Switch-Spiele, vor allem Super Smash Bros. Ultimate                              | 12. Juni 2018 | [ 55 ]  | Japan, Nordamerika, Europa, Australien, Südkorea, Hongkong, Republik China |
| Super Smash Bros. Direct | Super Smash Bros. Ultimate                                                                | 8. Aug. 2018  | [ 56 ]  | Japan, Nordamerika, Europa, Australien, Südkorea, Hongkong, Republik China |
| Indie Highlights | Indie-Spiele für die Nintendo Switch                                                      | 20. Aug. 2018 | [ 57 ]  | Europa                                                                     |
| Nindies Showcase | Indie-Spiele für die Nintendo Switch                                                      | 28. Aug. 2018 | [ 58 ]  | Nordamerika                                                                |
| Mobile Direct | Dragalia Lost                                                                             | 29. Aug. 2018 | [ 59 ]  | Japan, Nordamerika                                                         |
| Nintendo Direct | Nintendo Switch Online, Nintendo-Switch- und Nintendo-3DS-Spiele                          | 13. Sep. 2018 | [ 60 ]  | Japan, Nordamerika, Europa, Australien                                     |
| Super Smash Bros. Direct | Super Smash Bros. Ultimate                                                                | 1. Nov. 2018  | [ 61 ]  | Japan, Nordamerika, Europa, Australien, Südkorea, Hongkong, Republik China |
| Indie World | Indie-Spiele für die Nintendo Switch                                                      | 27. Dez. 2018 | [ 62 ]  | Japan                                                                      |
| Indie Highlights | Indie-Spiele für die Nintendo Switch                                                      | 23. Jan. 2019 | [ 63 ]  | Europa                                                                     |
| Nintendo Direct | Nintendo-Switch-Spiele, vor allem Fire Emblem: Three Houses                               | 13. Feb. 2019 | [ 64 ]  | Japan, Nordamerika, Europa, Australien                                     |
| Pokémon Direct | Ankündigung von Pokémon Schwert und Pokémon Schild                                        | 27. Feb. 2019 | [ 65 ]  | Japan, Nordamerika, Europa, Australien, Südkorea, Hongkong                 |
| Nindies Showcase | Indie-Spiele für die Nintendo Switch                                                      | 20. März 2019 | [ 66 ]  | Nordamerika                                                                |
| Super Mario Maker 2 Direct | Neue Details zu Super Mario Maker 2                                                       | 16. Mai 2019  | [ 67 ]  | Japan, Nordamerika, Europa, Australien                                     |
| Indie World | Indie-Spiele für die Nintendo Switch                                                      | 31. Mai 2019  | [ 68 ]  | Japan                                                                      |
| Pokémon Direct | Neue Details zu Pokémon Schwert und Pokémon Schild                                        | 5. Juni 2019  | [ 69 ]  | Japan, Nordamerika, Europa, Australien, Südkorea, Hongkong                 |
| Nintendo Direct: E3 2019 | Nintendo-Switch-Spiele                                                                    | 11. Juni 2019 | [ 70 ]  | Japan, Nordamerika, Europa, Australien, Südkorea, Hongkong, Republik China |
| Indie World | Indie-Spiele für die Nintendo Switch                                                      | 19. Aug. 2019 | [ 71 ]  | Nordamerika, Europa                                                        |
| Nintendo Direct | Nintendo-Switch-Spiele, vor allem Luigi’s Mansion 3, Pokémon Schwert und Schild           | 5. Sep. 2019  | [ 72 ]  | Japan, Nordamerika, Europa, Australien                                     |
| Indie World | Indie-Spiele für die Nintendo Switch                                                      | 10. Dez. 2019 | [ 73 ]  | Japan, Nordamerika, Europa                                                 |
| Pokemon Direct | Pokemon Mystery Dungeon Retterteam DX, Erweiterungspass für Pokemon Schwert und Schild    | 9. Jan. 2020  | [ 74 ]  | Japan, Nordamerika, Europa, Australien, Südkorea, Hongkong                 |
| Animal Crossing Direct | Animal Crossing: New Horizons                                                             | 20. Feb. 2020 | [ 75 ]  | Japan, Nordamerika, Europa, Australien                                     |
| Indie World | Indie-Spiele für die Nintendo Switch                                                      | 17. März 2020 | [ 76 ]  | Nordamerika, Europa                                                        |
| Nintendo Direct Mini | Nintendo-Switch-Spiele                                                                    | 26. März 2020 | [ 77 ]  | Japan, Nordamerika, Europa, Australien                                     |
| Nintendo Direct Mini: Partner Showcase | Nintendo-Switch-Spiele                                                                    | 20. Juli 2020 | [ 78 ]  | Japan, Nordamerika, Europa, Australien                                     |
| Indie World | Indie-Spiele für die Nintendo Switch                                                      | 18. Aug. 2020 | [ 79 ]  | Nordamerika, Europa                                                        |
| Nintendo Direct Mini: Partner Showcase | Nintendo-Switch-Spiele                                                                    | 26. Aug. 2020 | [ 80 ]  | Japan, Nordamerika, Europa, Australien                                     |
| SuperMario35 Anniversary Direct | Mario-Spiele für die Nintendo Switch                                                      | 3. Sep. 2020  | [ 81 ]  | Japan, Nordamerika, Europa, Australien                                     |
| Nintendo Direct Mini: Partner Showcase | Nintendo-Switch-Spiele                                                                    | 17. Sep. 2020 | [ 82 ]  | Japan, Nordamerika, Europa, Australien                                     |
| Monster Hunter Direct | Monster-Hunter-Spiele für die Nintendo Switch                                             | 17. Sep. 2020 | [ 83 ]  | Japan, Nordamerika, Europa, Australien                                     |
| Nintendo Direct Mini: Partner Showcase | Nintendo-Switch-Spiele                                                                    | 28. Okt. 2020 | [ 84 ]  | Japan, Nordamerika, Europa, Australien                                     |
| Indie World | Indie-Spiele für die Nintendo Switch                                                      | 15. Dez. 2020 | [ 85 ]  | Japan, Nordamerika, Europa, Australien                                     |
| Super Nintendo World Direct | Super Mario Themenpark                                                                    | 18. Dez. 2020 | [ 86 ]  | Japan, Nordamerika, Europa, Australien                                     |
| Nintendo Direct | Nintendo-Switch-Spiele                                                                    | 17. Feb. 2021 | [ 87 ]  | Japan, Nordamerika, Europa, Australien                                     |
| Indie World | Indie-Spiele für die Nintendo Switch                                                      | 14. Apr. 2021 | [ 88 ]  | Japan, Nordamerika, Europa, Australien                                     |
| Nintendo Direct: E3 2021 | Nintendo-Switch-Spiele                                                                    | 15. Juni 2021 | [ 89 ]  | Japan, Nordamerika, Europa, Australien                                     |
| Indie World | Indie-Spiele für die Nintendo Switch                                                      | 11. Aug. 2021 | [ 90 ]  | Japan, Nordamerika, Europa, Australien                                     |
| Nintendo Direct | Nintendo-Switch-Spiele                                                                    | 24. Sep. 2021 | [ 91 ]  | Japan, Nordamerika, Europa, Australien                                     |
| Indie World | Indie-Spiele für die Nintendo Switch                                                      | 15. Dez. 2021 | [ 92 ]  | Japan, Nordamerika, Europa, Australien                                     |
| Nintendo Direct | Nintendo-Switch-Spiele                                                                    | 9. Feb. 2022  | [ 93 ]  | Japan, Nordamerika, Europa, Australien                                     |
| Indie World | Indie-Spiele für die Nintendo Switch                                                      | 11. Mai 2022  | [ 94 ]  | Japan, Nordamerika, Europa, Australien                                     |
| Xenoblade Chronicles 3 Direct | Xenoblade Chronicles 3                                                                    | 22. Juni 2022 | [ 95 ]  | Japan, Nordamerika, Europa, Australien                                     |
| Nintendo Direct Mini: Partner Showcase | Nintendo-Switch-Spiele                                                                    | 28. Juni 2022 | [ 96 ]  | Japan, Nordamerika, Europa, Australien                                     |
| Splatoon 3 Direct | Splatoon 3                                                                                | 11. Aug. 2022 | [ 97 ]  | Japan, Nordamerika, Europa, Australien                                     |
| Nintendo Direct | Nintendo-Switch-Spiele                                                                    | 13. Sep. 2022 | [ 98 ]  | Japan, Nordamerika, Europa, Australien                                     |
| Der Super Mario Bros. Film-Direct | Der Super Mario Bros Film                                                                 | 6. Okt. 2022  | [ 99 ]  | Japan, Nordamerika, Europa, Australien                                     |
| Indie World | Indie-Spiele für die Nintendo Switch                                                      | 9. Nov. 2022  | [ 100 ] | Japan, Nordamerika, Europa, Australien                                     |
| Der Super Mario Bros. Film-Direct | Der Super Mario Bros Film                                                                 | 29. Nov. 2022 | [ 101 ] | Japan, Nordamerika, Europa, Australien                                     |
| Nintendo Direct | Nintendo-Switch-Spiele                                                                    | 8. Feb. 2023  | [ 102 ] | Japan, Nordamerika, Europa, Australien                                     |
| Der Super Mario Bros. Film-Direct | Der Super Mario Bros Film                                                                 | 9. März 2023  | [ 103 ] | Japan, Nordamerika, Europa, Australien                                     |
| Indie World | Indie-Spiele für die Nintendo Switch                                                      | 19. Apr. 2023 | [ 104 ] | Japan, Nordamerika, Europa, Australien                                     |
| Nintendo Direct | Nintendo-Switch-Spiele                                                                    | 21. Juni 2023 | [ 105 ] | Japan, Nordamerika, Europa, Australien                                     |
| Super Mario Bros. Wonder Direct | Super Mario Bros. Wonder                                                                  | 31. Aug. 2023 | [ 106 ] | Japan, Nordamerika, Europa, Australien                                     |
| Nintendo Direct | Nintendo-Switch-Spiele                                                                    | 14. Sep. 2023 | [ 107 ] | Japan, Nordamerika, Europa, Australien                                     |
| Indie World | Indie-Spiele für die Nintendo Switch                                                      | 14. Nov. 2023 | [ 108 ] | Japan, Nordamerika, Europa, Australien                                     |
| Nintendo Direct: Partner Showcase | Nintendo-Switch-Spiele                                                                    | 21. Feb. 2024 | [ 109 ] | Japan, Nordamerika, Europa, Australien                                     |
| Indie World | Indie-Spiele für die Nintendo Switch                                                      | 17. Apr. 2024 | [ 110 ] | Japan, Nordamerika, Europa, Australien                                     |
| Nintendo Direct | Nintendo-Switch-Spiele                                                                    | 18. Juni 2024 | [ 111 ] | Japan, Nordamerika, Europa, Australien                                     |
| Nintendo Museum Direct | Nintendo Museum                                                                           | 20. Aug. 2024 | [ 112 ] | Japan, Nordamerika, Europa, Australien                                     |
| Indie World & Nintendo Direct: Partner Showcase | Nintendo-Switch-Spiele                                                                    | 27. Aug. 2024 | [ 113 ] | Japan, Nordamerika, Europa, Australien                                     |
| Super Nintendo World Direct | Super Mario Themenpark: Donkey Kong                                                       | 12. Nov. 2024 | [ 114 ] | Japan, Nordamerika, Europa, Australien                                     |
| Nintendo Direct | Nintendo-Switch-Spiele                                                                    | 27. März 2025 | [ 115 ] | Japan, Nordamerika, Europa, Australien                                     |
| Nintendo Direct: Nintendo Switch 2 | Nintendo Switch 2                                                                         | 2. Apr. 2025  | [ 116 ] | Japan, Nordamerika, Europa, Australien                                     |
| Mario Kart World Direct | Mario Kart World                                                                          | 17. Apr. 2025 | [ 117 ] | Japan, Nordamerika, Europa, Australien                                     |
| Donkey Kong Bananza Direct | Donkey Kong Bananza                                                                       | 18. Juni 2025 | [ 118 ] | Japan, Nordamerika, Europa, Australien                                     |
| Nintendo Direct: Partner Showcase | Nintendo-Switch und Nintendo-Switch-2 Spiele                                              | 31. Juli 2025 | [ 119 ] | Japan, Nordamerika, Europa, Australien                                     |
| Indie World | Indie-Spiele für die Nintendo-Switch und Nintendo-Switch-2                                | 7. Aug. 2025  | [ 120 ] | Japan, Nordamerika, Europa, Australien                                     |
| Kirby Air Riders Direct | Kirby Air Riders                                                                          | 19. Aug. 2025 | [ 121 ] | Japan, Nordamerika, Europa, Australien                                     |
| Nintendo Direct Video-Präsentationen über Indie-Spiele, unter den Namen Indie Highlights (Europa), Nindies Showcase (Nordamerika) oder Indie World (Japan) |                                                                                           |               |         |                                                                            |